# Гаевская-Соколова, Мария Сергеевна
Мария Сергеевна Гаевская-Соколова (9 мая 1908 год, Москва — 27 января 1986 год, там же) — советский учёный-биолог, специалист в области биохимии мозга и космической биологии, лауреат Сталинской премии.

## Биография
Родилась 9 мая 1908 года в Москве. Отец — Сергей Юрьевич Соколов (1875—1964) — российский и советский бактериолог-маляриолог, заслуженный врач РСФСР.
Окончила в 1930 году отделение агрохимии Сельскохозяйственной академии имени К. А. Тимирязева.
В 1930—1935 работала в различных организациях в области промышленной биохимии.
В 1935—1937 годах научный сотрудник Института экспериментальной физиологии и терапии, занималась биохимическими вопросами проблем оживления организмов.
В 1937—1964 — в лаборатории по оживлению организма Центрального института нейрохирургии, с 1948 года ставшей самостоятельным учреждением в системе Академии Медицинских Наук СССР. Участник космической программы.
В 1964—1977 заведующая лабораторией тканевой биохимии Института медико-биологических проблем Академии наук СССР.
Умерла 27 января 1986 года. Урна с её прахом захоронена в колумбарии № 22 (секция № 6) Донского кладбища в Москве.

## Награды и звания
- Кандидат биологических наук (1943)
- Доктор биологических наук (1956)
- Профессор (1971).
- Специалист в области биохимии мозга и космической биологии.
- Лауреат Сталинской премии 1952 года — за научные исследования и разработку методов восстановления жизненных функций организма, находящегося в состоянии агонии или клинической смерти.
- Заслуженный деятель науки РСФСР (1975)
- Отличник здравоохранения СССР.
- Орден Трудового Красного Знамени (1971)
- «Знак Почёта» (1951)
- Медали.

## Основные труды
- Гаевская М. С. Биохимия мозга при умирании и оживлении организма. — М.: Медгиз, 1963. — 208 с.